# Gummisnodd

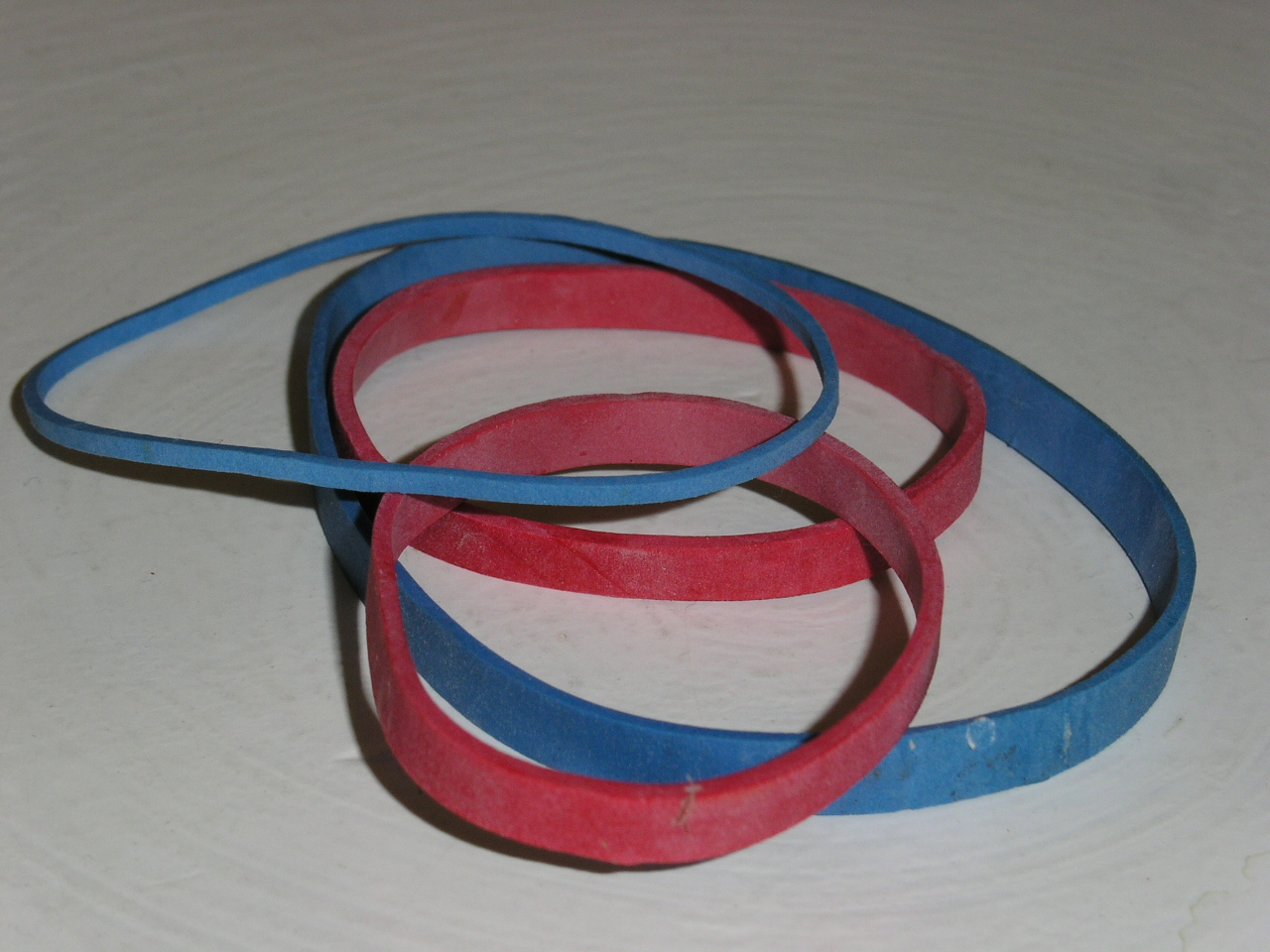
Gummisnoddar

En gummisnodd är ett elastiskt gummiband sammanfogat till en rund ring. Dess funktion är att hålla samman något, till exempel buntar, ihoprullade föremål eller högar. Gummisnoddar används även som hårsnoddar och brukar då vara beklädda.
Gummisnodden patenterades 17 mars 1845.
Skälet till att gummisnoddar är elastiska är på grund av gummits skiftande entropi. När entropin i polymererna som bygger upp gummisnodden är som högst har gummisnodden sin grundform. När man drar ut gummisnodden sänks entropin i polymererna så att gummisnodden ska kunna sträcka sig åt det håll som den dras ifrån. Om man sedan släpper gummisnodden så kommer entropin att öka, på grund av den andra termodynamiska lagen, tills gummisnodden åter har sin grundform. Polymererna hålls ihop av tvärbindningar av svavel.